# Ramal ferroviario La Plata-Lezama
El Ramal La Plata - Lezama era un ramal ferroviario del Ferrocarril General Roca,  ubicado en la provincia de Buenos Aires , República Argentina. Fue clausurado en 1977 y, años más tarde, sus vías levantadas.

## Ubicación
Se halla en la Provincia de Buenos Aires dentro de los partidos de La Plata, Brandsen,  Chascomús y Lezama.
Tiene una extensión de 130 km entre las ciudades de La Plata y Lezama.

## Servicios
No presta servicios.
La estación Lezama se encuentra activa para servicios de pasajeros del servicio que diariamente corre entre Plaza Constitución y la ciudad de Mar del Plata. Estos son prestados por la empresa estatal Trenes Argentinos.
La estación La Plata es cabecera de los servicios metropolitanos, entre esta y Constitución.

## Historia
El ramal fue construido por el Ferrocarril del Sud (FCS), estableciendo al sur de la estación Rufino de Elizalde un empalme sobre el ramal ya existente que vinculaba Tolosa con Empalme Magdalena, construido en 1887 por el Ferrocarril Oeste de Buenos Aires y vendido al FCS en marzo de 1890. El sector desde Rufino de Elizalde hasta Vergara fue abierto al servicio público el 14 de diciembre de 1914. Vergara fue la punta de rieles desde 1914 hasta el 1 de abril de 1931 cuando el ramal se extendió hasta Lezama.
Tras la nacionalización de los ferrocarriles en 1948, pasó a formar parte del Ferrocarril General Roca. En 1977 se clausuró el ramal y se dispuso el desmantelamiento de sus vías. Dos años más tarde, en 1979, la dictadura militar clausuró el ramal a Pipinas, y todas sus estaciones, lo que incluyó a Circunvalación, Rufino de Elizalde, Arana, Ignacio Correas, Julio Arditi, Bartolomé Bavio, etc.

## Imágenes

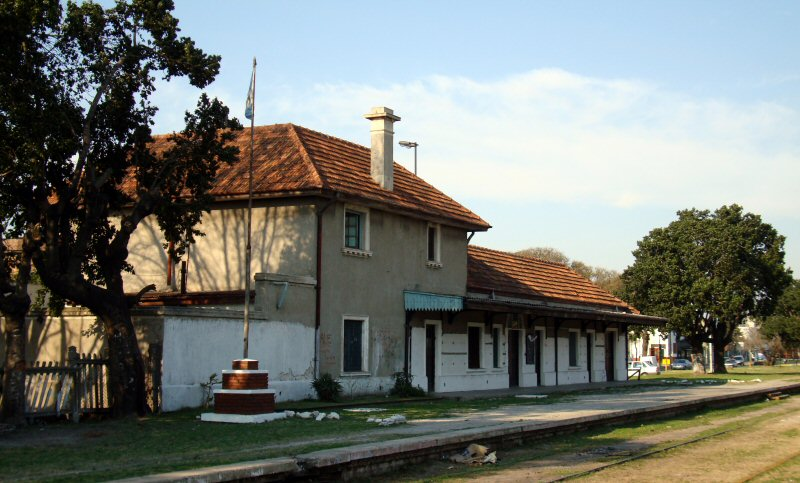
Estación Circunvalación
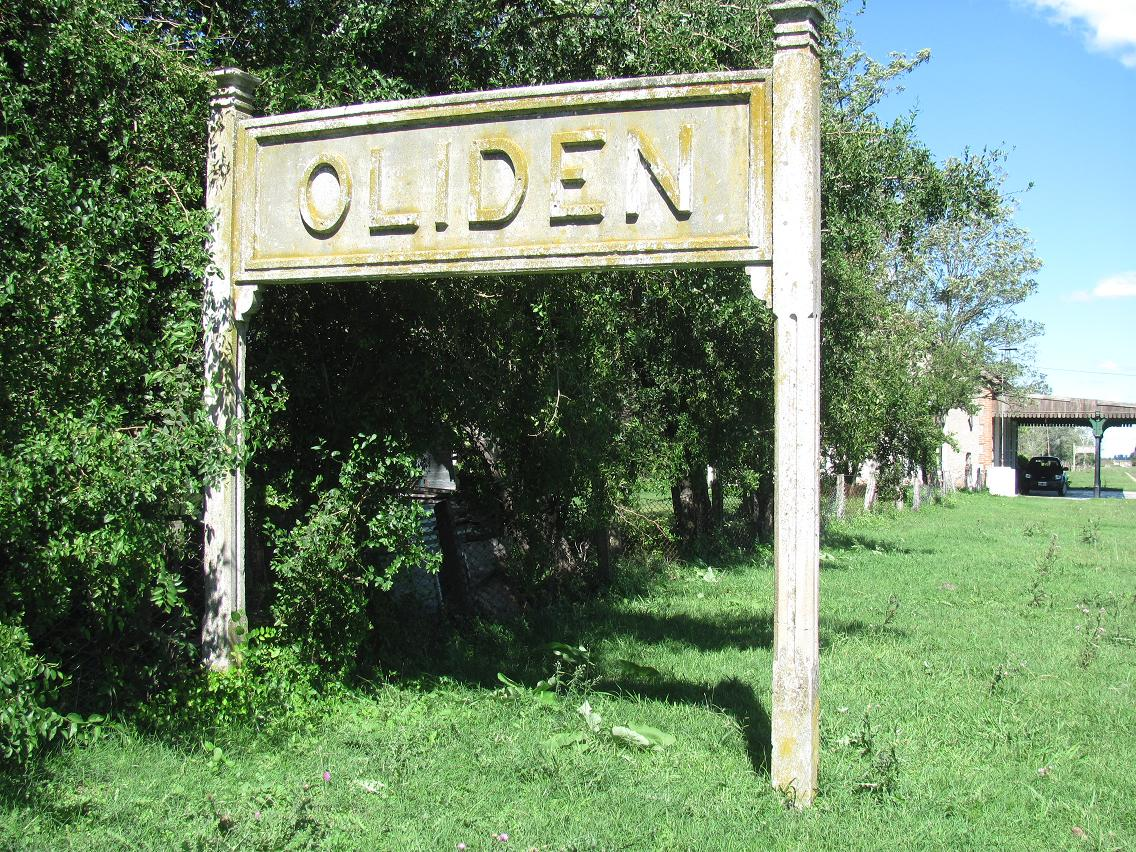
Estación Oliden
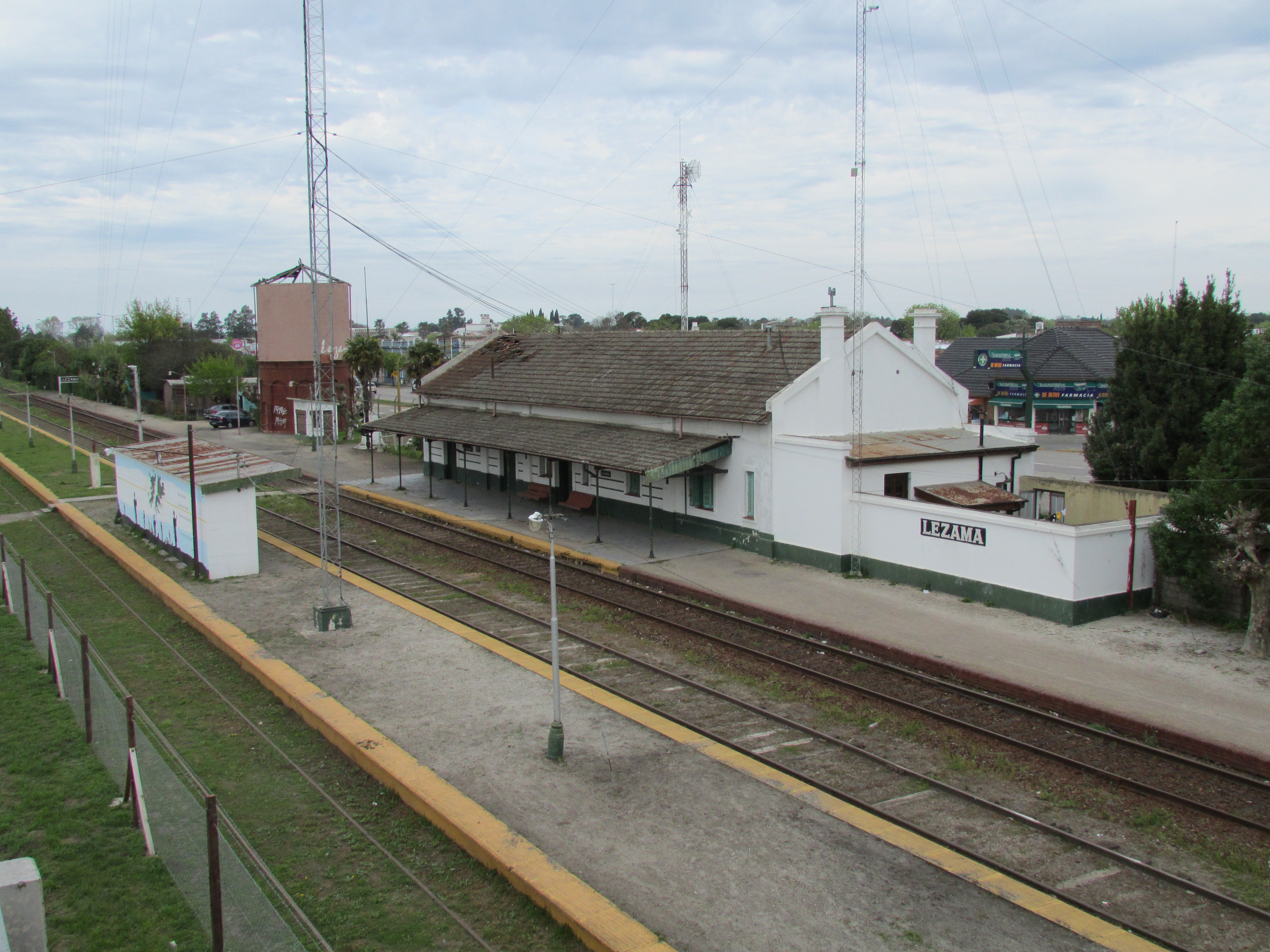
Estación Lezama